# Żydowski Bród
Żydowski Bród – osada w Polsce położona w województwie wielkopolskim, w powiecie rawickim, w gminie Jutrosin.
W latach 1975–1998 miejscowość należała administracyjnie do województwa leszczyńskiego.
Miejscowość leży u ujścia Granicznego Rowu do Borownicy, dokładnie na granicy Śląska i Wielkopolski z lat 1786–1958.